# Sečanj
Sečanj (cyr. Сечањ) – miasto w Serbii, w Wojwodinie, w okręgu środkowobanackim, siedziba gminy Sečanj. Leży w regionie Banat. W 2011 roku liczyło 2373 mieszkańców.